# Himorogi

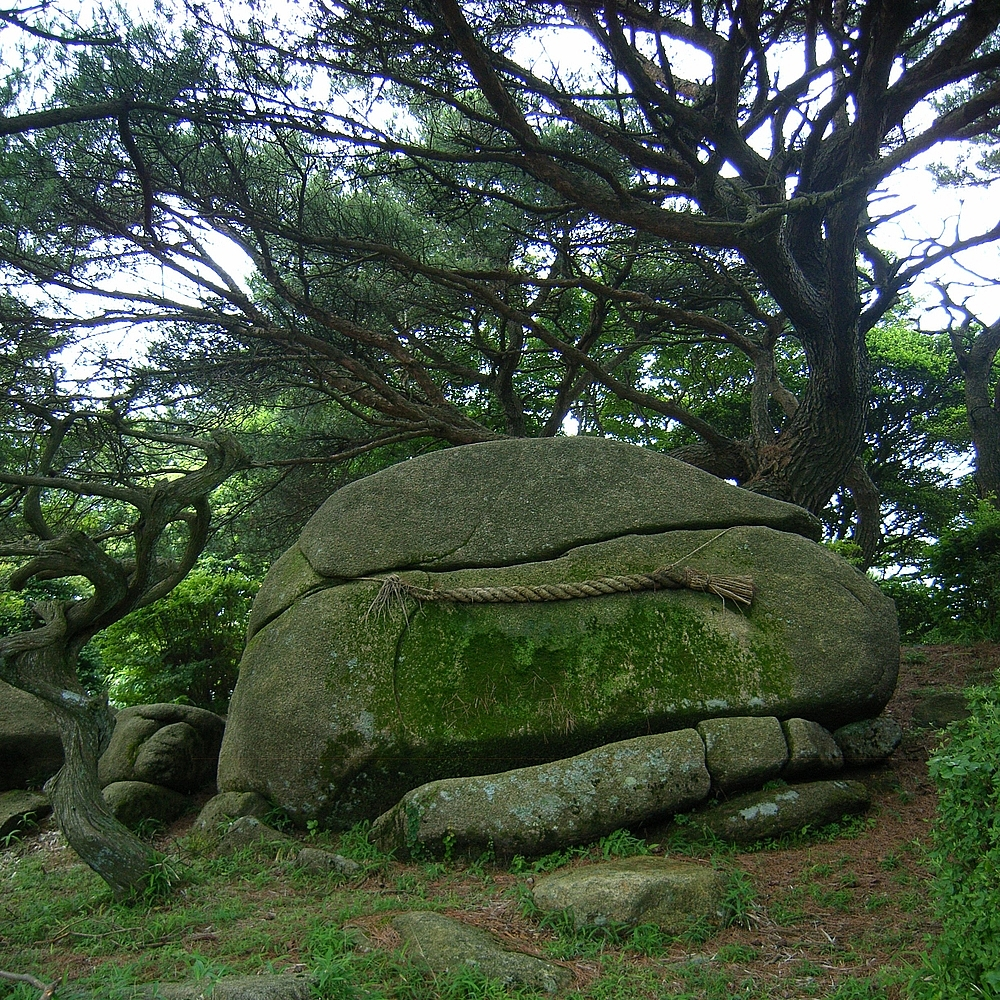
Himorogi tillägnat Ame-no-hohi vid Rokkosan Country House.

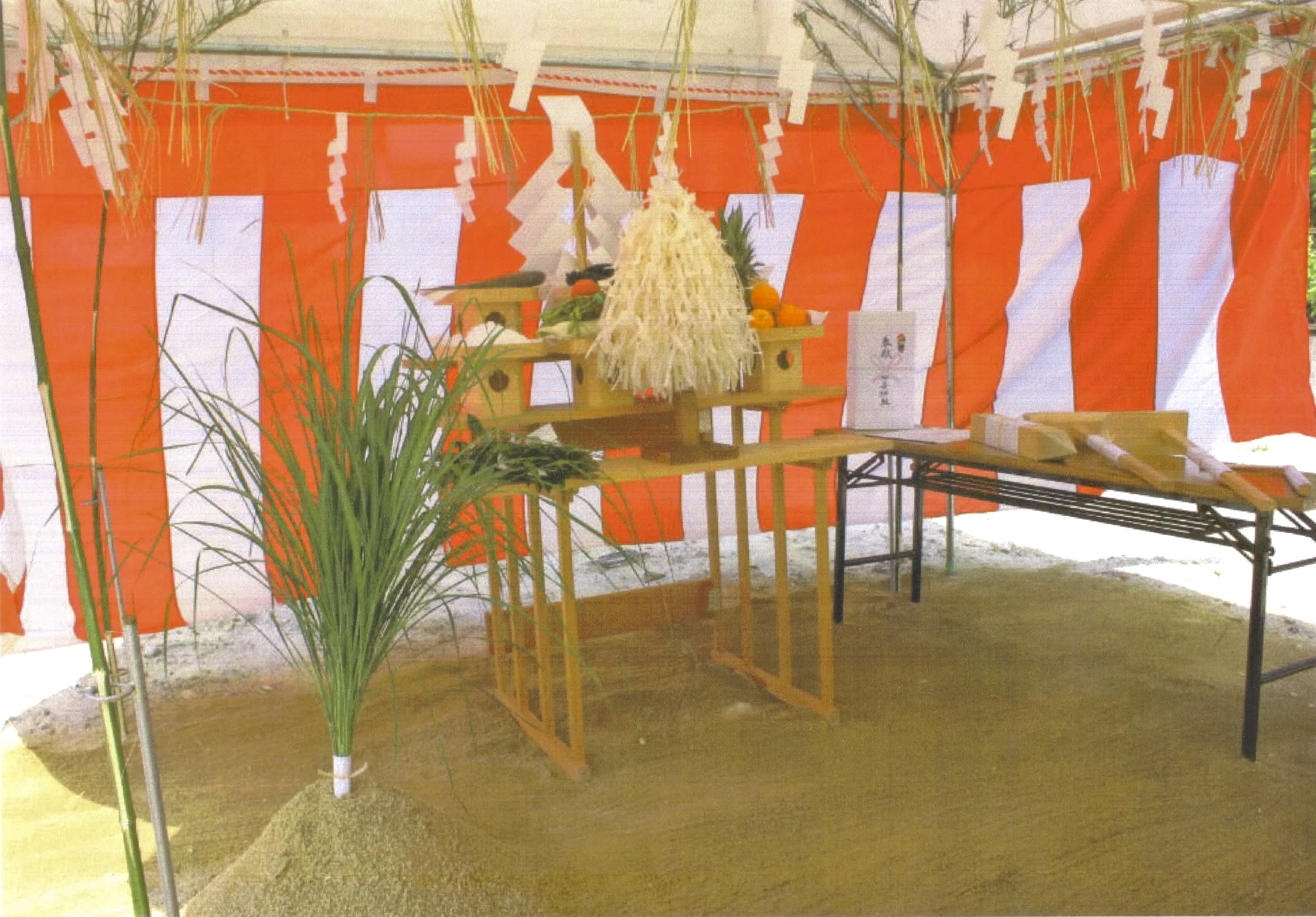
Himorogi upprättat för en jichinsai vid en byggnadsplats.

Himorogi (神籬) är ett begrepp inom shintoismen. Det hänvisar till något som temporärt görs om till yorishiro för att bemöta kami, då ceremonier utförs utan helgedomar eller kamidana.

## Ursprung och nutid
Japaner har sedan urminnes tider trott att naturens berg, stenar, träd och hav m.m. bebos av kami (gudar, andar), och gjort dem till föremål för dyrkan. Med andra ord var kami från början inte bosatta i byggnader, utan blev kallade på vid speciella ceremonier. Man kunde t.ex. kalla på en kami som bebodde ett stort träd, och satte då upp hägn runt det, samt prydde trädet med shimenawa för att behålla dess andliga kraft. En sådan plats kallades i gamla tider för himorogi. 
Så småningom började man bygga helgedomar, och ceremonierna började hållas i dem i stället. Men tidiga former av helgedomar hade inhägnader inuti byggnaden, och grenar av städsegröna träd togs in för att dyrkas som gudens boplats. Senare kom även dessa grenar att kallas himorogi.
I nutid används himirogi bland annat i ceremonier för att rengöra byggnadsplatser, så kallade jichinsai.
En modern himorogi består av ett bord med åtta ben (八足案, hassoku-an) ovanpå vilket man har satt upp ett ramverk, och placerat en sakaki-gren i mitten.

## Etymologi
Betydelsen av ordet himorogi (förr himoroki) tros vara "ett träd i vilket en ande/kami nedstiger från himlen. Ordet skulle då delas upp i tre delar: "hi" som står för "ande", "moro" för att "nedstiga från himlen", och "ki", vilket betyder "träd". Det stavas med tecknen för gud (神) och stängsel (籬).